# Гонам
Гона̀м (на якутски: Гуонаам) е река в Азиатската част на Русия, Източен Сибир, Република Якутия (Саха), ляв приток на Учур, от басейна на Алдан и Лена. Дължината ѝ е 686 km, която ѝ отрежда 102-ро място по дължина сред реките на Русия.
Река Гонам води началото си от северния склон в средната част на Становия хребет, на 1208 m н.в., в най-южната част на Република Якутия (Саха). По цялото си протежение реката тече в североизточна посока през централната част на Алданската планинска земя, основно между Сутамо-Гонамския хребет на север и Алдано-Учурския хребет на юг. В по-голямата си част долината на Гонам е тясна и дълбока, с редуващи се долинни разширение (до 3 km ширина). В тесните участъци руслото на реката е бурно и дълбоко врязано, а в уширенията се появява заливна тераса, по която Гонам меандрира. Дъното е предимно каменисто, а в долното течение и чакълесто. Влива отляво в река Учур, десен приток на Алдан, от басейна на Лена, при нейния 266 km, на 286 m н.в.
Водосборният басейн на Гонам има площ от 55,6 хил. km2, което представлява 49,2% от водосборния басейн на река Учур и се простира в югоизточната част на Република Якутия (Саха) и северозападната част на Хабаровски край. В басейна на реката има около 9400 реки и потоци и 1816 малки езера с обща площ от 40,3 km2.
Границите на водосборния басейн на реката са следните:
на север – водосборния басейн на река Гиним, ляв приток на Учур;
- на северозапад – водосборния басейн на река Тимптон, десен приток на Алдан;
- на изток – водосборния басейн на река Тиркан, ляв приток на Учур;
- на юг – водосборните басейни на реките Уда и Амур, вливащи се в Охотско море.

Река Гонам получава 101 притока с дължина над 10 km, като 3 от тях са с дължина над 100 km:
- 303 → Итимджа 121 / 2900
- 274 ← Сутам 351 / 14300
- 4 ← Алгама 426 / 21500

Подхранването на реката е смесено, като дъждовното с малко превишава снежното. Режимът на оттока се характеризира с високо пролетно пълноводие през месец май и епизодични, но много високи летни прииждания в резултат на проливни дъждове. Среден годишен отток 520 m3/s, което като обем се равнява на 16,412 km3/год. Гонам замръзва в края на октомври, а се размразява в средата на май, като заледяването продължава около 180 дни.
По течението на реката няма постоянни населени места.
В най-горното течение на реката се разработват златни находища.
По време на пътуването си към река Амур през лятото и есента на 1643 г. руският първопроходец Василий Поярков пръв се изкачва нагоре по цялото течение на реката и прави първото ѝ описание.